# Hrehory Jackiewicz Podbereski
Hrehory Jackiewicz Podbereski herbu Gozdawa – dworzanin Jego Królewskiej Mości, marszałek orszański od 1585 roku, podkomorzy orszański w latach 1567–1585.
Poseł na sejm 1570 roku z województwa witebskiego.